# 말초신경병증
말초신경병증(末梢神經病症, 영어: peripheral neuropathy)은 말초 신경계의 신경 손상을 말한다. 말초신경병증은 질병, 외상성 신경증, 또는 전신 질환의 부작용에 의한 것일 수 있다.
말초신경병증의 네 가지 기본적인 유형으로 다발성신경장애, 단발신경병증, 다발성단신경염, 자율신경증이 있다. 가장 흔한 형태는 (대칭적인) 말초 다발성신경장애로, 주로 발과 다리에 영향을 준다.
말초신경병증의 형태는 원인이나 주로 관련된 신경섬유(예를 들면, 거대섬유 또는 소섬유)에 따라 다시 나눌 수 있다. 종종 말초신경병증은 원인을 알 수 없는 특발성인 경우가 있다.
말초신경병증은 무기력증, 자율신경계의 변화, 감각 변화 등이 다양하게 조합되기도 한다. 근육 손실 또는 경련, 특정한 근육의 경련이 있을 수 있다. 감각적 증상으로는 감각의 상실, 고통을 포함한 '양성' 현상을 포함한다. 증상은 영향 받는 신경의 종류(운동 신경, 감각 신경, 자율 신경)에 따라, 체내의 신경의 위치에 따라 다르다. 한 가지 또는 여러 종류의 신경이 영향을 받을 수 있다. 운동 신경과 관련된 증상은 근육의 약화, 경련 등이 있다. 균형과 조정력 상실이 있을 수 있다. 감각 신경의 손상은 얼얼함, 무감각, 고통의 증상이 있을 수 있다. 신경과 관련된 고통은 다양하게 묘사할 수 있는데, 예를 들면, 보이지 않는 '장갑' 또는 '양말'을 신고 있는 느낌, 화끈거림, 추운 느낌, 전기가 오는 듯한 느낌, 접촉에 대한 극도로 예민함 등이다. 자율신경 장애는 의지와 상관없는 역할에 문제가 생기며, 비정상적인 혈압이나 심박동, 땀 흘리는 능력의 감소, 변비, 방광 기능 장애 (예를 들면, 실금), 성 기능 장애 등과 관련된다.

## 진단
말초신경병증의 진단은 일반적으로 말초신경병증을 유발할 수 있는 대사성 질환이나 면역 질환 등이 유무를 확인하기 위해 혈액검사 및 소변검사를 시행하며 이와 함께 신경전도검사와 근전도검사를 한다. 또한 환자의 감각 정도를 측정할 수 있는 전기식지각계를 이용하여 환자의 신경감각의 정도 및 치료 정도를 확인하는데 도움이 될 수 있다.

## 같이 보기
- 말초 신경계
- 신경병증